# Atikamekština
Atikamekština (atikameksky Atikamekw Nehiromowin) je algický jazyk patřící do skupiny centrálních algonkinských a kríjských jazyků. Je používána většinou atikameků na jihozápadě Quebecu. Má přibližně 6000 mluvčích.

## Abeceda
Atikamekština má 14 písmen a spřežku tc:
| Velké písmeno | A | C | E | H | I | K | M | N | O | P | R | S | T | Tc | W |
| Malé písmeno  | a | c | e | h | i | k | m | n | o | p | r | s | t | tc | w |

## Příklady

### Číslovky
| Atikameksky | Česky |
| peikw       | jeden |
| nicw        | dva   |
| nicto       | tři   |
| new         | čtyři |
| niaran      | pět   |
| nikotwaso   | šest  |
| nicowaso    | sedm  |
| nicwaso     | osm   |
| cakitato    | devět |
| mitato      | deset |